# 中国人民政治协商会议共同纲领
《中国人民政治协商会议共同纲领》（以下简称《共同纲领》）是中国人民政治协商会议代行全国人民代表大会职权期间主持制定的一个起临时宪法作用的文件，1949年9月29日由中国人民政治协商会议第一届全体会议通过。由序言和七章组成，共60条。这个会议产生的中华人民共和国中央人民政府接受该纲领为施政方针。

## 背景
1948年春，中国人民解放军在战场转入全面的战略进攻，为尽快取得全国政权，中国共产党在政治上提出了统一战线的方针政策。毛泽东提出“联合工农兵学商各被压迫阶级、各人民团体、各民主党派、各少数民族、各地华侨和其他爱国分子，组成民族统一战线，打倒蒋介石独裁政府，成立民主联合政府”。关于新政权的制度，毛泽东明确表示不采用资产阶级的议会制，而采取民主集中制的人民代表大会制度。毛泽东说：“议会制，袁世凯、曹锟都搞过，已臭了。在中国采取民主集中制是很合适的。我们提出开人民代表大会，…不必搞资产阶级的国会制和三权鼎立等。”1949年6月30日，毛泽东发表了《论人民民主专政》，指出中国革命胜利之后只能建立人民民主专政的国家。

## 制定
1949年6月，新政协备会第一次会议在北平召开。参加会议的有中国共产党和各民主党派、各人民团体、各界民主人士、少数民族、海外华侨等23个单位的134名代表。这次会议的任务是完成召开新政治协商会议的有关准备工作。会议推选产生由21人组成的新政协筹备会常务委员会，员们推选毛泽东为主任，周恩来、李济深、沈钧儒、郭沫若、陈叔通为副主任，李维汉为秘书长。会议决定成立六个工作小组，完成新政协的下列筹备工作：
| 分工   | 任务                                   | 组长   | 副组长 |
| ------ | -------------------------------------- | ------ | ------ |
| 第一组 | 拟定参加新政协的单位及其代表名单       | 李维汉 | 章伯钧 |
| 第二组 | 起草新政协组织条例                     | 谭平山 | 周新民 |
| 第三组 | 起草新政协共同纲领                     | 周恩来 | 许德珩 |
| 第四组 | 拟定中华人民共和国政府方案             | 董必武 | 黄炎培 |
| 第五组 | 起草新政协宣言                         | 郭沫若 | 陈劭先 |
| 第六组 | 拟定中华人民共和国国旗、国歌及国徽方案 | 马叙伦 | 叶剑英 |

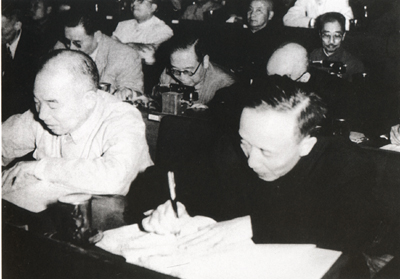
會議討論通過《共同綱領》時的民主黨派座席

6月18日，新政协筹备会第三小组举行第一次全组会议，决定委托中国共产党草拟共同纲领初稿，于7月15日前交稿。中共在接受委托后，立即开始了共同纲领的再次起草工作。8月22日，周恩来把起草好的稿子送毛泽东审阅。毛泽东多次审阅并修改了起草中的纲领草案，“共同纲领”的名称是毛泽东亲自定的。草案初稿写出后，中共内部经过七次反复讨论、修改。9月6日，新政协筹备会第三组召开会议，接受了中共起草的建议稿，并进行讨论修改，新政协筹备会第三小组分为若干小组进行专题的分析研究。这些专题小组是：法律小组，由邓初民召集。财政小组，由章乃器召集。国防外交小组，由罗瑞卿召集。文教小组，由李达召集，其他方面由许广平召集。9月13日，新政协筹备会常务委员会第五次会议讨论修改了《中国人民政治协商会议共同纲领(草案)》并决定交筹备会全体代表与到达北平的新政治协商会会议代表分组讨论。9月16日常委会第六次会议将共同纲领修改草案提交。9月17日召开的新政协筹备会第二次全体会议审议，会议基本通过了这个草案，并授权常委会将此草案提交中国人民政治协商会议第一届全体会议审议。1949年9月29日，中国人民政治协商会议第一届全体会议在广泛深入讨论后通过了《共同纲领》。

## 性质
中共官方宣称《共同纲领》是中国有史以来中国人民的第一部大宪章，是中华民族近百年来为此前仆后继、流血牺牲所取得的革命成果，体现了中国共产党新民主主义革命的全部最低纲领，也是中国由新民主主义向社会主义过渡时期人民民主统一战线大团结的政治基础和共同奋斗的纲领。
周恩来在1954年制宪时强调：“既然要召开全国人民代表大会，选举政府，共同纲领就不能作为国家的根本法律了。当初共同纲领所以成为临时宪法，是因为政治协商会议全体会议执行了全国人民代表大会职权。”刘少奇在1954年修改宪法的报告中也提出“共同纲领起到了临时宪法的作用”。因此，中国学界普遍认为，《共同纲领》在1954年制定《中华人民共和国宪法》之前，起临时宪法的作用。

## 沿革
共同纲领这个词最早来源于1946年政治协商会议通过的《和平建国纲领》，当时中共称之为“共同纲领”，意指国共两党共同遵守之纲领。后来中國共產黨宣称中國国民党撕毁綱領发动内战，故重新起草共同纲领，此即1949年共同纲领。
值得注意的是，由于纲领本身以及《五四宪法》均未规定共同纲领有效期，迄今并无法律条款宣布该纲领失效。但有观点认为，该纲领早在1953年元旦毛泽东提出社会主义过渡时期总路线时即已经在实质意义上失效。

## 结构
除序言以外，共七章六十条款。
- 序言
- 第—章 總綱
- 第二章 政權機關
- 第三章 軍事制度
- 第四章 經濟政策
- 第五章 文化教育政策
- 第六章 民族政策
- 第七章 外交政策